# Guigues I. (Albon)
Guigues I „Le vieux“ (Vetus Veteris, der Alte), „Dauphin“ genannt (* um 1000; † um 1063–1070 bei Cluny), Graf von Oisans, Grésivaudan und Briançonnais. Sohn von Guigues d’Albon und Gotelana de Clérieux. Er gilt als Begründer des Hauses Albon.
Nach George de Manteyer zählte er als erster sogenannter Dauphin von Viennois, obwohl dieser Titel erst ein Jahrhundert später eingeführt wurde. Obwohl vom niederen Adel, gelang es ihm, seinen Besitz zwischen der Rhone und den Alpen zu erweitern. 1016 wird er urkundlich als „Graf“ von Moirans genannt, 1027 Champsaur, 1035 Oisans, 1050 Grésivaudan, 1053 Briançonnais, und 1070 erlangte er Besitztümer im Tal des Oulx.
Von 1035 an wurde er immer mit dem Grafentitel erwähnt. Es ist nicht bekannt, wie Guigues in den Besitz der ihm zugeschriebenen Ländereien kam, aber sein gewachsener Einfluss ermöglichte es ihm, Familienmitglieder als Bischof zu installieren. Guys Onkel de Guigues war Bischof von Grenoble und konnte die Nachfolge seinem Cousin Mallen weitergeben. Sein Bruder war Bischof von Valence, und der Palast des Erzbischofs von Vienne, die renommierteste Kirche der Provinz, war in den Händen angeheirateter Cousins.
Nach den Europäischen Stammtafeln heiratete er Adelheid von Turin, jüngere Tochter des Grafen Otto von Savoyen und der Adelheid von Susa. Aus der Verbindung sollen die Söhne Humbert, der Bischof wurde, und Guigues II. hervorgegangen sein, was jedoch unmöglich ist, da Guigues II. 1025 geboren wurde, sein angeblicher Großvater Otto von Savoyen aber erst um 1030. Möglicherweise war Guigues I. aber mit einer älteren Adelheid von Turin verheiratet. 
In seinen letzten Lebensjahren zog sich Guigues nach Cluny in Burgund zurück, wo er 1070 starb.

## Quelle
- http://www.atelierdesdauphins.com/histo/guigues1.htm
- http://genealogy.euweb.cz/french/albon1.html

| Personendaten    | Personendaten                                                 |
| ---------------- | ------------------------------------------------------------- |
| NAME             | Guigues I.                                                    |
| ALTERNATIVNAMEN  | Guigues I Levieux; Vetus Veteris; der Alte; Dauphin (genannt) |
| KURZBESCHREIBUNG | Graf von Oisans, Grésivaudan, und Briançonnais                |
| GEBURTSDATUM     | um 1000                                                       |
| STERBEDATUM      | zwischen 1063 und 1070                                        |
| STERBEORT        | bei Cluny                                                     |